# Ґлусіно
Ґлусіно (пол. Głusino, нім. Glusino) — село в Польщі, у гміні Картузи Картузького повіту Поморського воєводства.
Населення — 222 особи (2011).
У 1975-1998 роках село належало до Гданського воєводства.

## Демографія
Демографічна структура станом на 31 березня 2011 року:
|          | Загалом | Допрацездатний вік | Працездатний вік | Постпрацездатний вік |
| -------- | ------- | ------------------ | ---------------- | -------------------- |
| Чоловіки | 117     | 39                 | 64               | 14                   |
| Жінки    | 105     | 35                 | 53               | 17                   |
| Разом    | 222     | 74                 | 117              | 31                   |